# Il mistero di Jillian
Il mistero di Jillian (King's Crossing) è una serie televisiva statunitense in 10 episodi trasmessi per la prima volta nel corso di una sola stagione nel 1982.
È una serie del genere drammatico incentrata sulle vicende di una famiglia che si trasferisce a King's Crossing. Il padre, Paul (Bradford Dillman), è un ex alcolista che spera in un nuovo inizio con la sua famiglia e con la sua carriera come professore di inglese nell'università della città.
Le origini di questa serie televisiva possono essere trovate nella serie drammatica del 1980 I segreti di Midland Heights , che andò in onda sulla CBS per otto episodi. Quando questa serie fu annullata, la Lorimar annunciò di voler produrre una serie dal format simile; Il mistero di Jillian risultò una serie completamente diversa con attori (tra cui Doran Clark, Linda Hamilton, Marilyn Jones, e Daniel Zippi), che erano già apparsi nella serie precedente.

## Personaggi e interpreti
- Paul Hollister (10 episodi, 1982), interpretato da Bradford Dillman.
- Nan Hollister (10 episodi, 1982), interpretata da Mary Frann.
- Lauren Hollister (10 episodi, 1982), interpretata da Linda Hamilton.
- Carey Hollister (10 episodi, 1982), interpretata da Marilyn Jones.
- Billy McCall (10 episodi, 1982), interpretato da Daniel Zippi.
- Jillian (10 episodi, 1982), interpretata da Doran Clark.
- Louisa Beauchamp (10 episodi, 1982), interpretata da Beatrice Straight.
- Willa Bristol (10 episodi, 1982), interpretata da Dorothy Meyer.
- Jonathan Hadary (3 episodi, 1982), interpretato da Michael Zaslow.
- Carol Hadary (2 episodi, 1982), interpretata da Stephanie Braxton.
- Dottor Bloom (2 episodi, 1982), interpretato da Donegan Smith.

## Produzione
La serie fu prodotta da Lorimar Productions e girata negli studios della Metro-Goldwyn-Mayer a Culver City in California. Le musiche furono composte da J.A.C. Redford e Jarrold Immel.

### Registi
Tra i registi della serie sono accreditati:
- Ray Austin in 2 episodi (1982)
- Jack Bender in 2 episodi (1982)
- Jeff Bleckner in 2 episodi (1982)
- Nick Havinga in 2 episodi (1982)

### Sceneggiatori
Tra gli sceneggiatori della serie sono accreditati:
- Sally Robinson in 2 episodi (1982)
- Tom Blomquist
- Patricia Green

## Distribuzione
La serie fu trasmessa negli Stati Uniti dal 16 gennaio 1982 al 27 febbraio 1982 sulla rete televisiva ABC. In Italia è stata trasmessa da Rete 4 nel 1984 con il titolo Il mistero di Jillian.

## Episodi
| Stagione       | Episodi | Prima TV USA | Prima TV Italia |
| -------------- | ------- | ------------ | --------------- |
| Prima stagione | 10      | 1982         | 1984            |